# 仮面劇場
『仮面劇場』（かめんげきじょう）は、横溝正史の長編推理小説。およびそれを原作としたテレビドラマ作品。
これまでにテレビドラマ1作品が制作されている。

## 概要
原型となる短編作品は1938年10月から11月まで『サンデー毎日』に『仮面劇場』として連載され、1942年7月に八紘社杉山書店から単行本として刊行される際に『旋風劇場』に改題したものである。この改題は「時局からして仮面などとは穏やかでない」という理由によるもので、内務省の監視に対応するための出版側の自主規制と考えられている。その後、大幅に改稿して長編『暗闇劇場』として1947年8月に一聯社から刊行され、1970年10月に講談社版『横溝正史全集2』に収録される際に改題して当初の『仮面劇場』に戻った。

## ストーリー
6月12日日曜日、遊覧船で乗り合わせた大道寺綾子と由利麟太郎は、小豆島沖で生きながら水葬されている盲聾唖の美少年・虹之助を発見する。資産家未亡人である綾子は虹之助を鎌倉の邸宅に引き取ることにするが、そのころには天神祭が近づいていた。7月15日、虹之助を連れて天神祭の河渡御を舟で見物していた綾子は婚約者・志賀恭三の従妹にあたる人気歌手・甲野由美に遭遇する。虹之助は由美から漂う丁子香に反応して興奮し、オールでなぐりかかろうとする。
綾子が8月2日に鎌倉に戻ると恭三が迎えに来ていた。冒険家である恭三が冒険行のとき以外に寄宿している甲野家が、綾子が虹之助を連れて戻る直前に西荻窪から鎌倉へ転居したという。甲野家は小豆島で醤油醸造を営んでいたが、先代・四方太の死後、家業を親戚に譲って未亡人・梨枝子は甲野兄妹宅へ移っていた。さらに、そのころから小豆島にいた恭三の妹・琴絵が行方不明になっている。甲野家の人々は虹之助の正体を知っている様子だが、それを明らかにしようとはしない。
8月15日、綾子が虹之助を連れて訪ねた甲野家は梨枝子を残して出払っていた。皆を探しに出た綾子が由美を見つけて虹之助を残してきたことを告げると、由美は慌てて駆け戻る。家では梨枝子が毒殺されたうえ、梨枝子が押絵を作っていた羽子板を虹之助が振り回して暴れたらしく血まみれになっていた。
綾子に電報で呼ばれた由利は甲野家の人々に琴絵のことを尋ね、アルバムの写真を確認しようとすると琴絵の顔だけが切り取られていた。さらに、興奮状態で一室に保護されていた虹之助がいなくなり、足跡を追うと海岸に続いていて沖合にボートが流されていた。ボートでは甲野静馬の画家仲間で甲野家に同居している鵜藤が毒殺されており、虹之助は鵜藤にバイオリンの弦で首を絞められていたが死んではいなかった。
この騒ぎの間に恭三に電報が来ており、恭三は返信を打っていた。由利はその電報の文面から、琴絵が千住にある鈴木という精神病院にいることを突き止める。由利と三津木が渡船で病院へ向かう途中、虹之助そっくりの少女を見つける。それは病院を抜け出した琴絵だった。由利たちは追おうとするが、コートを着た人物がモーターボートで連れ去ってしまう。
琴絵の追跡を諦めて鈴木病院を訪ねた由利たちは、小豆島出身で甲野家や志賀家の事情に詳しい院長から、志賀兄妹の父が妻と四方太の不義を疑ったあげく放蕩に身を持ち崩し、獄中死した経緯を聞かされる。
1週間後、虹之助を連れて歩いていた綾子は、稲村ヶ崎の崖の上で久々に道具を出してきて絵を描いていた静馬に遭遇する。静馬と別れて砂浜へ降りると恭三が現れて旅に出ることを打ち明け、その前に虹之助を遠ざけるよう求める。そのとき静馬が崖の上から転落してきた。
そのころ鈴木院長が、琴絵がよく行っていた科（しぐさ）が由利たちが帰ったあと気になったといって、改めて由利を訪ねてきた。それは、虹之助が失明前に修得していた発声と触覚による読唇によって他人と言葉を交わせることを示すものであった。そこへ綾子から凶事を知らせる電話が入る。
静馬は毒殺されていたが摂取経路が判らず、警察は最後に接触したという理由で恭三を逮捕していた。犯行の全貌に気付いていた由利は拘留されていた恭三を連れ出させ、由美がいる甲野家へ急ぐ。由美は久々にフルートを吹いていたが、その音が突然途絶える。フルートに塗られた毒で殺されるところであったが、由利が準備していた吐瀉剤で命は取り留める。
大道寺家には琴絵と虹之助が残っていた。琴絵を誘拐したのは綾子であった。恭三が甲野家との間の秘密を語ろうとしないため距離が縮まらないことに苛立った綾子が秘密を聞き出そうとしていたのである。2人を連れてくるべく家に戻った綾子は、虹之助が言葉を話せ、一連の事件の犯人でもあることにも気づく。虹之助も綾子に気づかれたことを察して頸を絞めるが、殺すには至らなかった。
庭に出ようとした虹之助を琴絵が外へ連れ出した。琴絵はボートを見つけて沖へ出る。皆が呼んでいる、その中に恭三の声もあると琴絵に聞かされた虹之助は義眼に隠していた毒薬を取り出し、ボートの上で琴絵と心中する。
虹之助は、志賀兄妹の父が妻と四方太の不倫を疑い、復讐として梨枝子と通じて産ませた子供である。九州の山奥の温泉で秘密に出産して山窩に里子に出されたが、小豆島へ戻ってきたのはおそらく甲野家に復讐するため。追い出すわけにもいかず屋敷内の土蔵に幽閉していたところ、琴絵と恋に落ちてしまった。恭三は虹之助を殺してしまおうと考えたが、それに気づいた梨枝子が静馬と鵜藤を口説き、誰かに救われることを期待して水葬礼にしたのである。
恭三と綾子は結婚し、声楽の修業をする由美を後見するためパリへ旅立った。

## 登場人物
- 虹之助 - 「盲にして聾唖なる虹之助の墓」と記された位牌と共に、生きながら水葬にされ、東部瀬戸内海巡りの観光船に救助された、三重苦の美少年。
- 大道寺綾子 - 鎌倉の中御門に屋敷を構える汽船会社重役・大道寺慎吾の未亡人。没落した男爵家の娘。虹之助を最初に発見し、引き取って教育を施そうとする。
- 志賀恭三 - 世界中を駆けずり回っている冒険家。甲野兄妹の従兄（母親同士が姉妹）。綾子が再婚を考えている相手。
- 志賀琴江 - 恭三の妹。甲野四方太の死後、恭三が東京へ連れて行ったあと行方不明。
- 甲野由美 - 有名な女流歌手。西荻窪に居住していたが、虹之助が大道寺家に来る直前に鎌倉へ転居してきた。
- 甲野静馬 - 由美の兄。洋画家で春陽会の会員。由美と共に鎌倉へ転居してきた。
- 甲野四方太 - 甲野兄妹の父。物語が始まる前月に死去。小豆島の醤油醸造元の名家。子供たちが芸術の道に進んだため、醸造事業は親戚に譲るよう手配していた。
- 甲野梨枝子 - 甲野兄妹の母で、志賀兄妹の母の妹。夫・四方太の葬式を済ませると小豆島を出て子供たちと同居している。病で足腰が立たない。
- 鵜藤五郎 - 静馬と同郷の画家仲間で、甲野家に書生のような形で同居している。
- 君江 - 綾子の母方の叔母。夫と死別後、大道寺家の家事一切を切り盛りしている。
- 鈴木（院長） - 千住で精神病院を開業している医者。志賀恭三とは同郷の古い友人。父親も小豆島で医者をしており、甲野四方太の親友だった。
- 由利麟太郎 - 私立探偵。かつて警視庁の捜査課長であった。
- 三津木俊助 - 新日報社の花形記者。由利先生と組んで多くの事件を解決しており、本作でも甲野家の事情などを調査する。
- 江馬（警部） - 梨枝子殺害事件に司法主任として関わる。由利先生の名声を知っており、協力的。

## 原型作品からの加筆内容
『仮面劇場』あらため『旋風劇場』を『暗闇劇場』（のち再び『仮面劇場』）に改稿した際、虹之助の出生に関係する故人の氏名や属性は大きく変更しているが、実際に登場する人物については特に大きな変更は加えられていない。綾子の経歴出自を詳細に設定するなど、全体に細かく描写を加筆しているが、特に前半ではストーリーやトリックに影響を及ぼさないものが多い。なお、『旋風劇場』までは志賀恭三が諜報機関で働いている設定があったが、『暗闇劇場』では舞台が昭和8年になっている（ただし、「発端」の日付と曜日「6月11日の土曜日」は連載時の昭和13年の物）ので、戦争とは無関係の単なるアドベンチャラーに変更している。
甲野家は紀州の物持ち（医師）から小豆島の醤油醸造元に変更されたが、特に醤油醸造がストーリーに絡む変更点はなく、大幅に変更されているのは虹之助の経緯、ならびに両親であり、雑誌掲載時の『仮面劇場』、初刊単行本『旋風劇場』、ならびに長編化された『暗闇劇場』（改題後の長編『仮面劇場』は改題のみで内容同一）で、以下のように差異がある。
|                    | 仮面劇場（短編）                                   | 旋風劇場                                           | 暗闇劇場・仮面劇場（長編）               |
| ------------------ | -------------------------------------------------- | -------------------------------------------------- | ---------------------------------------- |
| 両親               | 父＝不明 母＝梨枝子                                | 父＝梁井家の当主の弟 母＝四方太の妹（後述）        | 父＝志賀兄妹の父 母＝梨枝子              |
| 育った場所         | 紀州の片田舎→東京の萩窪 （どちらも甲野家の屋敷内） | 紀州の片田舎→東京の萩窪 （どちらも甲野家の屋敷内） | 山窩に里子→小豆島の甲野家の屋敷          |
| 静馬達との関係     | 義弟、弟                                           | （父方の）従弟                                     | （異父）弟                               |
| 読唇術を教えた人   | 母親の梨枝子                                       | （不明）                                           | 山窩の人（個人名は不詳）                 |
| 琴江と似ている理由 | 従弟であるから                                     | 従弟であるから（？）                               | 異母姉弟でなおかつ母同士（姉妹）が瓜二つ |

連載時には虹之助は梨枝子が夫が1年以上病気療養中で家を空けていた際に生んだ浮気相手の子という設定で、「四方太はこの浮気を知って怒り、虹之助の存在を公にせず、監禁して育てることで梨枝子と虹之助に復讐するようになった。」というような経緯であった。これが単行本化される際、「かつて恋敵（元々家同士の対立もあった）である梁井家の当主を四方太は憎んでいたが、四方太の妹と梁井家当主の弟が恋に落ちてしまい、結果的にこの2人は若くして死亡、四方太は虹之助を『仇敵から送られた人間の疫癘』と復讐の対象にして、梁井家側では虹之助の存在を知らなかったことをいいことに監禁していた。」という設定に変更されたが、いずれにしても復讐のため存在を秘して育ててきたのが結局逆に虹之助によって甲野一家が破滅させられた設定である。
それに対して、長編化された作品では「四方太の恋敵であった志賀兄妹の父が妻と四方太の不義を疑って復讐のために梨枝子と通じて産ませたのが虹之助」という設定になり、この設定により琴絵との容貌の相似に合理的説明をつけている。虹之助の出生経緯についての詳細な説明については、短編版ではラストの志賀恭三から由利への手紙によっていたところを、長編化では由利が自分の結論を語ったうえで恭三に語らせる場面に変更している。
なお、これ以外に長編化の際「志賀母（梨枝子の姉）は四方太の腹違いの妹」というミスリードさせる記述が序盤の三津木の説明（第二編・二）に追加され、終盤（第六編・三）で鈴木医師が「それは表向きの事で、地元の名家だった志賀家に貧しい家の出自の彼女が嫁げず、同情した四方太が彼女を（こちらも地元の名家である）甲野の娘という事にして、それから嫁がせた。」という過去を説明し、「恭三もしくは綾子が甲野家の遺産目的で連続殺人をした可能性」をここで否定している。
また、連載時には梨枝子が母親という設定であったため、虹之助に読唇術を教えたのが彼女という説明がされていたが、単行本化された際に母親を別の故人にしたためこの経緯が不明瞭になり、長編化の際にこの部位を訂正し再度梨枝子を母親にして、「山窩に里子に出されて育てられたときに発声と目視の読唇術を修得し、3年ほど前に甲野家に戻ってきたあとしばらくして失明して梨枝子が触覚読唇を教えた。」という設定に変更している。また、触覚読唇ができるという事実は由利たちが最初に鈴木病院を訪れた時に判明する設定だったところを、由利が静馬殺害の報を受ける直前に鈴木院長が改めて思い当たった設定に変更している。
鵜藤は、琴絵の写真を隠そうとして口に含み塗られていた毒で死んだ設定を、虹之助が甲野家の誰に当たっても構わないという考えで匂いで見つけたコーヒーに仕込んだ毒で死んだ設定に変更している。また「（琴絵の写真を処分しようとして入った）厠で鵜藤の死体が発見された」展開を「ボート上で虹之助を絞殺しようとして毒が回って果たせなかった」に変更しており、海への連れ出しや絞殺未遂を虹之助の狂言で片付けてしまった短編作品よりも合理的な結論としている他、由利が虹之助を恐ろしい奴だという理由が「被害者のふりをする狡猾さ」ではなく「第三者を平気で巻き込む冷酷さ」というニュアンスに意味が変わっている。
また、由利たちの目前で琴絵を誘拐したのを静馬から綾子に変更しており、動機も単に琴絵に関する事実を隠そうとしたという設定から、恭三が甲野家との間の秘密を語ろうとしないことに苛立って秘密を聞き出そうとした設定に変えている。他にも綾子の言動に読者をミスリーディングする内容を増やしており、最後に恭三が虹之助の出生に関して語る場面の直前で由利が語らせている。なお、誘拐された琴絵が旧甲野家で井戸に投身したのを由利たちが救出した展開は削除されている。
他に、天神祭のとき虹之助が単に震えて伏していた設定にオールでなぐりかかろうとする設定を追加したことや、毒を盛られた由美が由利の準備により助かる設定としたなどの変更がある。これ以外には最後に琴絵と虹之助が乗っていたボートが横波で転覆して（偶然）溺死した最期を、追っ手の中に恭三もいると琴絵に聞かされた虹之助が義眼に隠していた毒薬を取り出して心中する設定に変更している。

## テレビドラマ
『横溝正史シリーズII・仮面劇場』は、TBS系列で1978年9月16日から10月7日まで毎週土曜日22:00 - 22:55に放送された。全4回。
由利麟太郎と三津木俊助の役割が各々概ね金田一耕助と日和警部に置き換えられており、各回の最後に「原作には金田一耕助は登場していませんが原作者の了解を得て脚色しました」と表示される。
- 天神祭の場面は芦ノ湖の花火大会に変更され、甲野由美が演奏会の合間に抜け出した設定は無い。甲野兄妹と鵜藤は元から鎌倉在住で、虹之助に関わる事実は全く知らなかった。
- 虹之助が鎌倉に来て以降、金田一は基本的に大道寺家に逗留している。
- 綾子は小豆島の貧しい漁師の娘で、恭三とは幼馴染であった。
- 原作での被害者に加えて、大道寺家の家政婦・君枝（原作の君江の役割を部分的に継承、冒頭で船に同乗しており芦ノ湖畔のホテルで殺害）、大道寺家運転手・源造、大道寺綾子亡夫の妹・珠代、虹之助を引き取っていた小豆島の寺の尼と寺男の松造が殺害される。
- 金田一は途中で小豆島へ実際に出向いて調査しており、その調査結果に恭三の両親（恭介と真知子）など原作で明らかでない一族の名前が記載されている。
- 虹之助の卓抜した嗅覚など盲聾を前提とした設定は前半では原作通りだが、最後には全くの演技であったとし、触覚による読唇術を心得ていた設定は無い。ただし、義眼に毒薬を隠していた設定は原作通りである。
- 最後に志賀恭三が持ち込んだ拳銃で琴絵が虹之助を殺害したうえ自殺する。

キャスト
- 金田一耕助 - 古谷一行
- 大道寺綾子 - 司葉子
- 虹之助 / 志賀琴絵 - 長尾深雪
- 大道寺珠代 - 新村礼子
- 甲野梨枝子 - 富田恵子
- 甲野静馬 - 富川澈夫
- 甲野由美 - 服部妙子
- 藤原キヨ - 菅井きん
- 藤原源造 - 柳谷寛
- 深町君枝 - 野中マリ子
- 志賀恭三 - 池部良
- 鵜藤五郎 - 睦五郎
- 尼 - 堀井永子
- 松造 - 山本一郎
- 刑事 - 柿沼大介
- 巡査 - 松尾文人
- 鈴木院長 - 下條正巳
- 日和警部 - 長門勇
- 虹之助の声‐三ツ矢雄二(テロップ表記なし)

スタッフ
- 企画 - 角川春樹事務所、毎日放送
- プロデューサー - 青木民男（毎日放送）、菅英久（東宝）
- 脚本 - 鴨井達比古
- 音楽 - 眞鍋理一郎
- 美術 - 本多好文
- 撮影 - 飯村正
- 照明 - 木村節二
- 録音 - 大庭弘
- 編集 - 神島帰美
- 助監督 - 加藤哲郎
- 現像 - 東洋現像所
- 衣装 - 京都衣装、髙橋謙三、木村憲男
- 主題歌 - 茶木みやこ「あざみの如く棘あれば」
- 監督 - 井上芳夫
- 制作 - 毎日放送、東宝

| 毎日放送・TBS系列 横溝正史シリーズII | 毎日放送・TBS系列 横溝正史シリーズII | 毎日放送・TBS系列 横溝正史シリーズII     |
| 前番組                               | 番組名                               | 次番組                                   |
| ------------------------------------ | ------------------------------------ | ---------------------------------------- |
| 黒猫亭事件 （1978.9.2 - 1978.9.9）   | 仮面劇場 （1978.9.16 - 1978.10.7）   | 迷路荘の惨劇 （1978.10.14 - 1978.10.28） |

## 漫画
高階良子によって『真珠色の仮面』の題で:『なかよし』（講談社）にて昭和47年11月号・12月号に連載。
登場人物の変更点
- 原作の主要登場人物のうち、由利麟太郎・三津木俊助・志賀琴江が未登場。
- 名前が「大道寺綾子→大道寺あゆ子」、「虹之助→慎一郎」と変更。また鵜藤五郎も甲野家の人間（静馬・由美の兄弟）にされている。
- 職業などが大道寺あゆ子は「未亡人→令嬢」、志賀恭三は「冒険家→船乗り」に変更。
- 恭三に原作で特徴とされていた髭とほくろがない。似顔絵の人物＝恭三？と疑うのは由利からあゆ子に変更され「よく見たら恭三に似ている」という程度の描写。

展開の変更点
- 舞台は「瀬戸内海（冒頭の棺回収のみ）→神戸」で原作のメインとなる鎌倉は出てこない。甲野家は梨枝子[注 8]が小豆島・子供たちは東京に住んでいたが、物語序盤で全員神戸移住に変更され、大道寺家の屋敷もここに徒歩で移動できる程度の距離にある。
- 天神祭の場面はなく、恭三が神戸港に着くのであゆ子と甲野きょうだいが迎えに来て顔を見合わす展開になる。この関係で慎一郎（虹之助）が丁子の匂いにおびえて殴る道具がオールから角材になっている。
- 梨枝子のどのように毒を摂取したのか[注 9]が謎のままになっている。慎一郎の告白もこの件については触れてない。
- 琴江が未登場のため、彼女の写真捜索、虹之助と同一人物疑惑、精神病院の話などはカットされている。
- 原作では虹之助を海に流したのは梨枝子に説き伏せられた男2人（短編版：恭三と五郎、長編版：静馬と五郎）だと終盤に説明があるが、漫画版では「恭三が慎一郎（虹之助）を殺そうとしたのに気が付いた梨枝子が独断で海に流した。」と説明。
- 琴江や鈴木院長が登場しないため、唇に触れる読唇術について終盤で由美の手当てに来た医者が「そういう方法もある」と一般論として説明している。
- 慎一郎は助けてくれたあゆ子に好意を持っており、原作の綾子のように「真相に気が付いたから首を絞める」という展開にはならず、逆に「復讐が成功したのはあなたのおかげ」と殺害方法を語ってくれる[注 10]。
- 終盤は琴江未登場のため心中展開にならず、真相判明後に慎一郎につかみかかられたあゆ子が思わず恭三の名を叫んだため、盲聾のため実際に恭三がいないことに気が付かない慎一郎が恐怖で逃亡し、途中で先が海だと気が付くと逃げられぬと考えて服毒して死ぬ。
- ラストが恭三が船で旅立つのは同じだが、あゆ子（綾子）と由美は見送るのみで日本に残っている。

単行本化
講談社『真珠色の仮面』（なかよしKC、1975年11月5日、ISBN 4061082256, 9784061082250）『十字架に血のさかずきを』を同時収録。
講談社『血まみれ観音 (講談社漫画文庫―高階良子傑作選) 』（講談社漫画文庫、1999年、ISBN 4-06-260613-5）上記の『十字架に血のさかずきを』以外に、横溝正史の『夜光虫』原作の『血まみれ観音』を同時収録。